# Закуска на тревата (филм, 1959)
„Закуска на тревата“ (на френски: Le Déjeuner sur l'herbe) е френски филм, романтична комедия на режисьора Жан Реноар от 1959 година.

## Сюжет
Пейзажите от Прованс са като основен фон на действието. Професора по генетика Етиен Алексис е увлечен от плановете за изкуствено оплождане и постигането на идеалната човешка порода. Една млада и много красива селянка Нинета кара професора да забрави за преимуществата на изкуственото пред величието на естественото...

## В ролите
| Изпълнител       | Роля                           |
| ---------------- | ------------------------------ |
| Пол Мьорис       | Етиен Алексис, известен биолог |
| Катрин Рувел     | Антоанета (Нинета)             |
| Жаклин Моран     | Титина                         |
| Фернан Сарду     | Нино, бащата на Нинета         |
| Жан-Пиер Гранвал | Риту                           |
| Елен Дюк         | Изабел, секретарка на биолога  |
| Ингрид Нордин    | графиня Мария-Шарлота          |

## Критика
Филмът е избран в десетте най-добри филма за годината си от Ендрю Сарис, Жан-Люк Годар, Жак Ривет и Франсоа Трюфо.